# Feissons-sur-Salins
Feissons-sur-Salins este o comună în departamentul Savoie din sud-estul Franței. În 2009 avea o populație de 198 de locuitori.

## Evoluția populației
| An        | 1975 | 1982 | 1990 | 1999 | 2006 | 2009 |
| --------- | ---- | ---- | ---- | ---- | ---- | ---- |
| Populație | 101  | 108  | 130  | 161  | 190  | 198  |